# Wachstein (Theilenhofen)
Wachstein ist ein Gemeindeteil der Gemeinde Theilenhofen im Landkreis Weißenburg-Gunzenhausen (Mittelfranken, Bayern). Die Gemarkung Wachstein hat eine Fläche von 3,391 km². Sie ist in 401 Flurstücke aufgeteilt, die eine durchschnittliche Flurstücksfläche von 8455,52 m² haben.

## Geografische Lage
Das Pfarrdorf Wachstein befindet sich in der Region Westmittelfranken zwischen Theilenhofen und Windsfeld, 1,6 km Luftlinie von Theilenhofen entfernt. Der Ort wird vom Wachsteiner Bach durchflossen. In der Nähe befinden sich die Wälder Knollholz, Hintereichet und Vordereichet. Südlich fließt der Weidachgraben vorbei. Nachbarorte sind Windsfeld, Theilenhofen, Dornhausen und Gundelsheim.

## Geschichte
Am 1. Mai 1978 wurde die bis dahin selbständige Gemeinde Wachstein im Zuge der Gemeindegebietsreform in die Gemeinde Theilenhofen eingegliedert.

## Sehenswertes

### Kirche

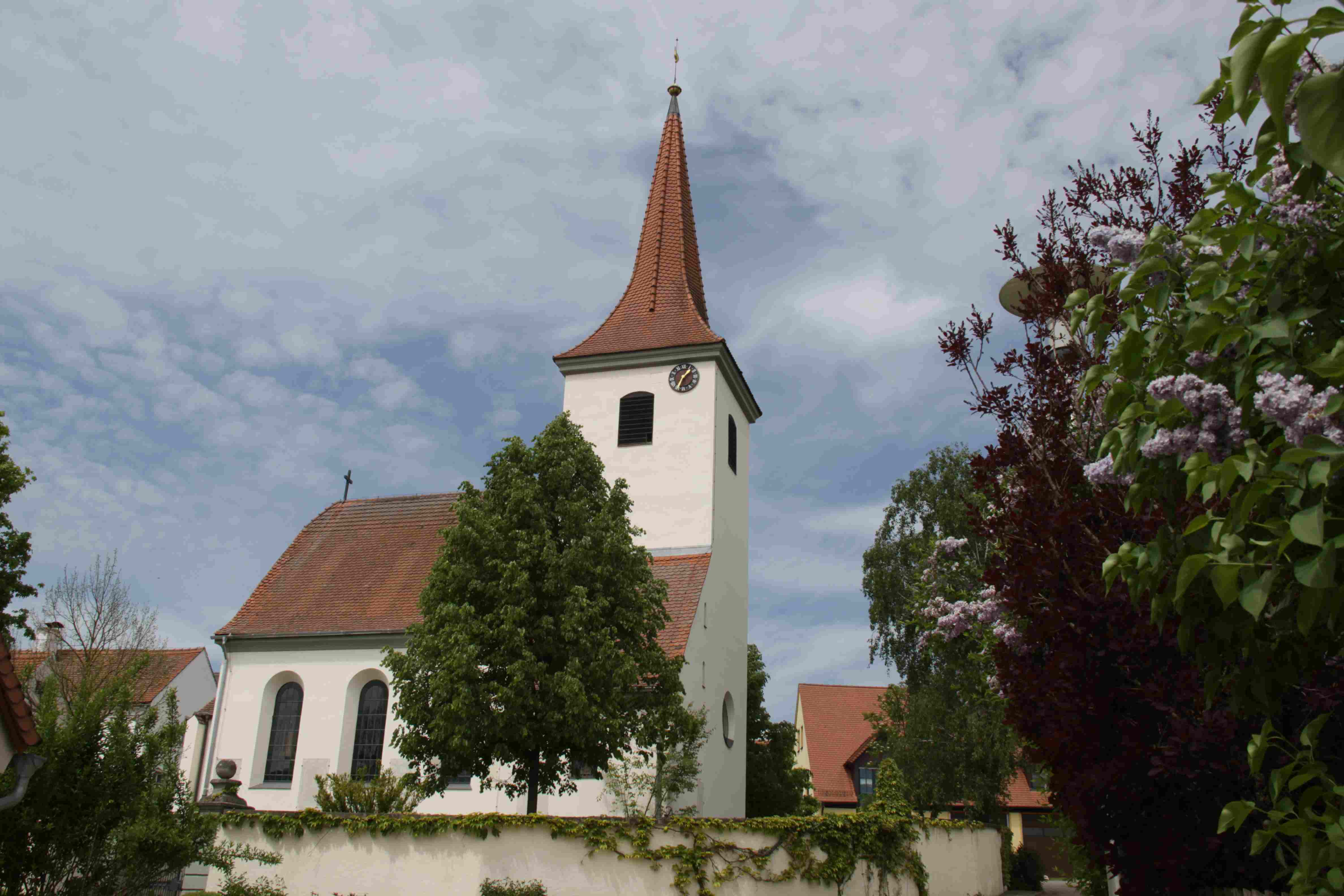
Kirche Wachstein

Die evangelische Filialkirche St. Michael wurde 1907 nach dem Abriss der Vorgängerkirche erbaut. Das neue Langhaus ist dreiachsig und besitzt Emporen und eine flache Putzdecke. Die Orgel von 1899, die Turmuhr und der Altar von der Vorgängerkirche wurden in den Neubau übernommen. An der Kirchhofmauer gibt es ein Grabdenkmal in der Art eines Obelisken aus dem 19. Jahrhundert.
Die Vorgängerkirche war im 15. Jahrhundert von den Herren von Pappenheim erbaut worden. 1415 wurde Wachstein eine selbstständige Pfarrei, 1545 setzte sich die Reformation durch. 1733 erhielt die Kirche eine Orgel, 1757–1758 errichtete man den Kirchturm mit den Buchstaben „F F R M G Z P“ im Zifferblatt der Turmuhr. 1867 wurde die alte Turmuhr durch eine neue ersetzt. 1907 musste die Kirche wegen Baufälligkeit abgerissen werden.
Die Kirchengemeinde hat derzeit ca. 150 Gemeindeglieder. Der Gottesdienstbesuch beträgt 20–30 %. Das Gabenaufkommen liegt bei ca. 100 Euro pro Kopf.

### Weitere Baudenkmäler
Neben der Dorfkirche sind die einzigen Baudenkmäler in Wachstein das zweigeschossige Bauernhaus Dorfstraße 16, einem Dreiseithof mit Satteldach, aus der Mitte des 19. Jahrhunderts, welches 1899 aufgestockt wurde, und das eingeschossige Wohnstallhaus Lindenstraße 2 mit Satteldach, welches ebenfalls in der Mitte des 19. Jahrhunderts gebaut wurde. 

### Grabhügel und Römersiedlungen
Südlich von Wachstein befanden sich Siedlungen aus vor- und frühgeschichtlicher Zeit sowie mehrere Grabhügel. Westlich und östlich verlief in der Römerzeit eine Straße.

## Sonstiges
- Wachstein besitzt eine Freiwillige Feuerwehr, einen Spielplatz, eine Gaststätte sowie eine Metzgerei
- Die Hauptstraße des Ortes verbindet Wachstein mit der Bundesstraße 13.
- 1973 und 2001 war der Ort Gewinner im Wettbewerb Unser Dorf soll schöner werden.
- Wachstein hat einen Posaunenchor (30 Mitglieder) und einen Kirchenchor (25 Mitglieder).
- Jeden Sonntag findet ein Kindergottesdienst statt, der von durchschnittlich 5–14 Kindern besucht wird.
- Es gibt den Stammtisch Edelweiß und einen Obst- und Gartenbauverein sowie eine Evangelische Landjugend.
- Seit 2012 versorgt sich Wachstein autark mit Wärme aus der örtlichen Biogasanlage.